# جيري جونز جونيور
جيري جونز جونيور (بالإنجليزية: Jerry Jones, Jr.)‏ هو شخصية أعمال أمريكي، ولد في 27 سبتمبر 1969.